# Швейхель, Роберт
Георг Юлий Роберт Шве́йхель (нем. Georg Julius Robert Schweichel; псевдоним Генрих Фридеман (Heinrich Friedemann); 12 июля 1821, Кёнигсберг — 25 апреля 1907, Берлин) — немецкий журналист и писатель, симпатизировавший социал-демократам.

## Биография
Швейхель изучал юриспруденцию и камеральные науки в Альбертине. По окончании учёбы в 1848 году Швейхель поступил докладчиком в рабочий союз, писал острые статьи для «Фольксфертретера» и вёл редактуру изданий Ostpreußisches Volksblatt и Dorfzeitung für Preußen.
За нарушения законодательства о печати — участие в движении 1848—1849 годов Швейхеля в 1855 году выслали из Пруссии. Он эмигрировал в Швейцарию и поселился в Лозанне, где преподавал в академии. В 1861 году Швейхель вернулся в Германию и получил в Берлин место редактора газеты Norddeutsche Allgemeine Zeitung. В 1869—1883 годах Швейхель работал редактором издания Deutsche Roman-Zeitung и некоторое время возглавлял германский союз писателей.
Впоследствии Швейхель проживал в Лейпциге, Ганновере и Берлине. Роберт Швейхель состоял в браке с писательницей Элизой Лангер. Он состоял в близких дружеских отношениях с Вильгельмом Либкнехтом и Августом Бебелем, писал для Demokratisches Wochenblatt, Die Neue Zeit и других социалистических газет.
В 1897—1903 годах в основанном в 1897 году еженедельнике «В свободное время. Романы и рассказы для рабочего народа» были опубликованы двенадцать рассказов Роберта Швейхеля под общим названием «Из жизни лишенцев». В декабре 1898 года было издано главное произведение Роберта Швейхеля — «За свободу. Исторический роман о Крестьянской войне в Германии 1525 года».
На похоронах Роберта Швейхеля 28 апреля 1907 года на коммунальном кладбище в берлинском Шёнеберге траурную речь произнёс Август Бебель. Гроб с останками Швейхеля опустили в могилу под песни, исполненные членами шёнебергского рабочего союза.

## Творчество

### Сборники рассказов
- In Gebirg und Thal (1864)
- Jura und Genfer See (1865)
- Im Hochland (1868)
- Aus den Alpen (1870, 2 Bde.)
- Italienische Blätter (1876, 3. Aufl. 1880)

### Романы
- Der Axtschwinger (1868, 3. Aufl. 1880)
- Der Bildschnitzer vom Achensee (1873, 3 Bde.; 3. Aufl. 1876)
- Italienische Blätter (1877)
- Die Falkner von St. Vigil (1881, 3 Bde.)
- Der Krämer von Illiez (3. Aufl. 1882)
- Der Wunderdoktor (3. Aufl. 1882)
- Camilla (1886)
- In seinem Arbeitszimmer (1891)
- Um die Freiheit / За свободу! (1898)

### Статьи
- Das Verhältnis der Kapital- und Junkerpartei zu den Arbeitern. In: Demokratisches Wochenblatt. Beilage Nr. 44 vom 31. Oktober 1868.
- Zum Gedächtniß Wilhelm Liebknechts. In: Die Neue Zeit. 19 Jg., 1900/1901, Bd. 2, S. 571 f.
- Wilhelm Liebknecht als Schriftsteller. In: Die Neue Welt, 1900, S. 332
- Wilhelm Liebknecht, ein Charakterbild. In: Illustrierter Neue Welt-Kalender für das Jahr 1902, S. 36